# Danimarca ai Giochi della XXIV Olimpiade
La Danimarca partecipò ai Giochi della XXIV Olimpiade, svoltisi a Seul, Corea del Sud, dal 17 settembre al 2 ottobre 1988, con una delegazione di 266 atleti impegnati in quindici discipline.